# Biełkommunmasz

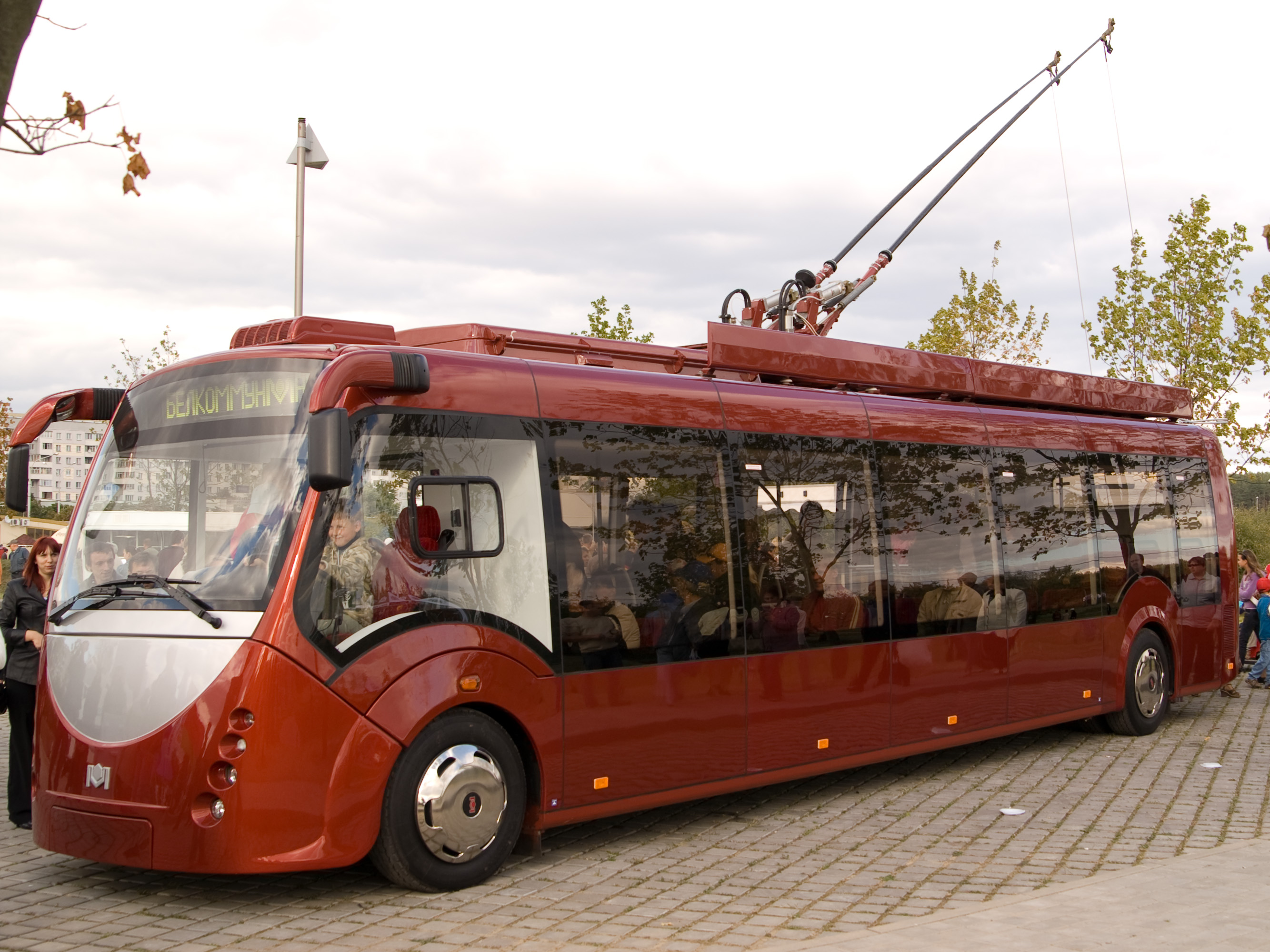
AKSM-420 nowoczesny trolejbus

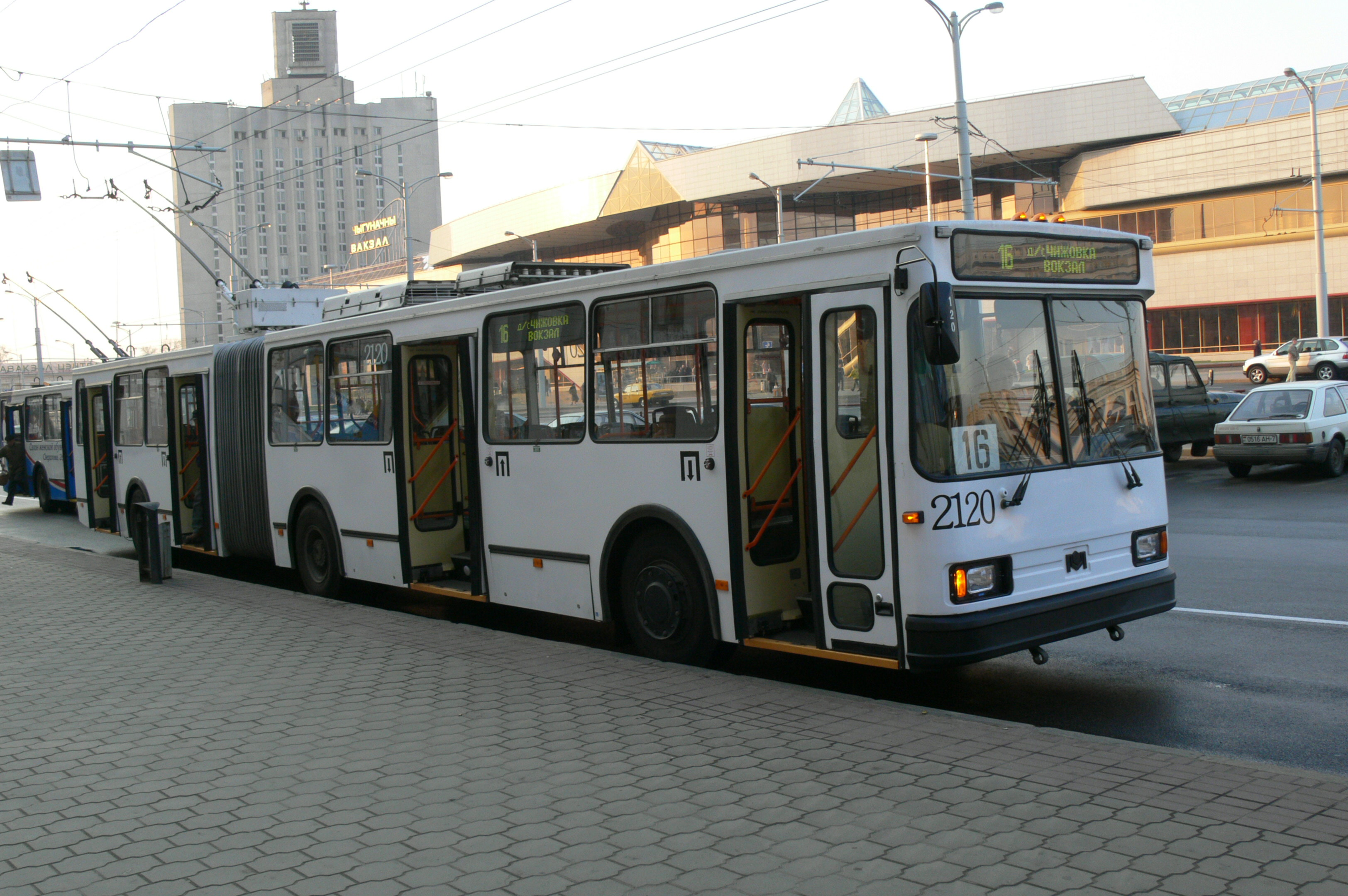
Trolejbus AKSM-213 w Mińsku

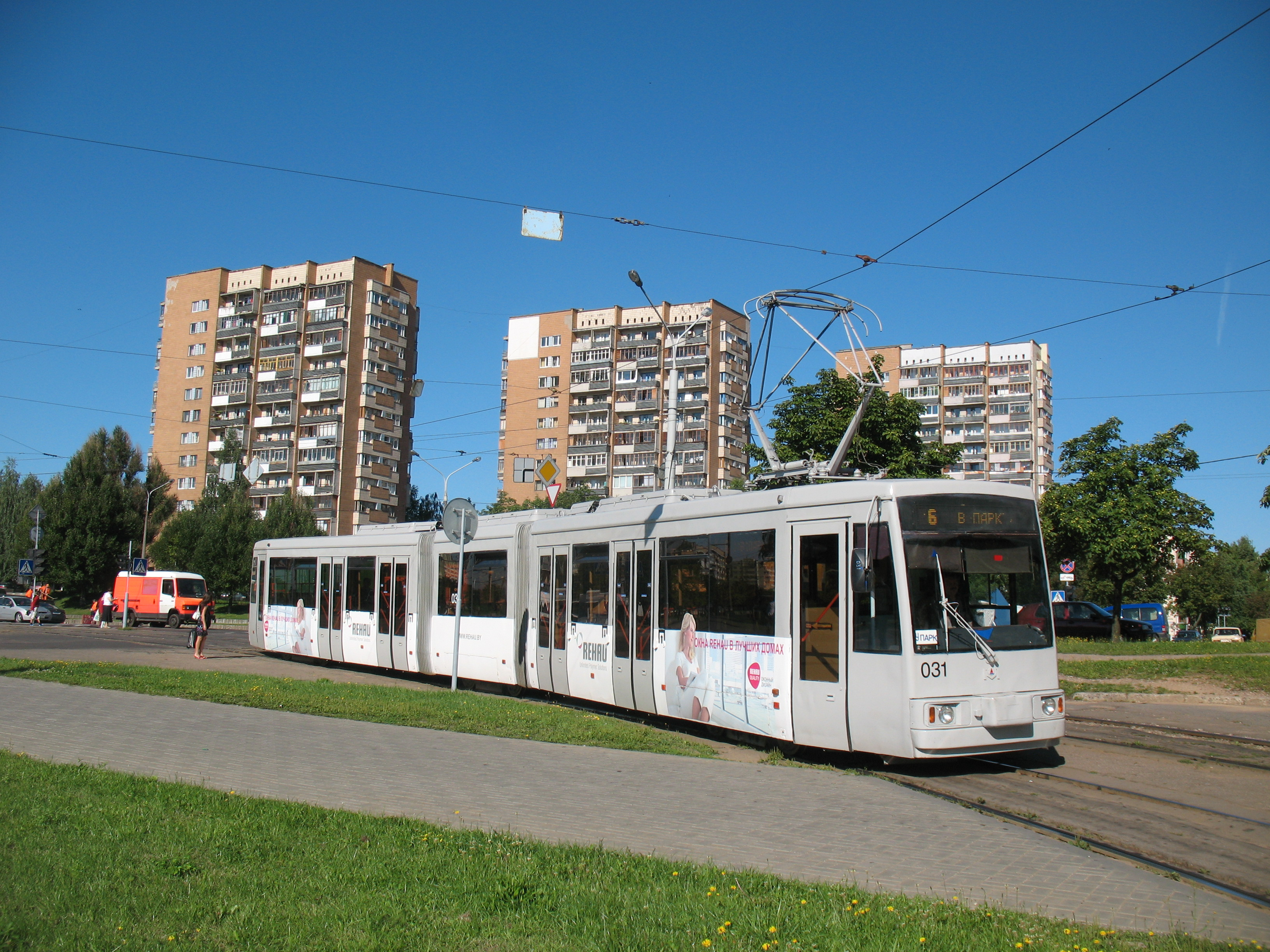
Tramwaj AKSM-743 w Mińsku

Biełkommunmasz (ros. Открытое акционерное общество «Управляющая компания холдинга «Белкоммунмаш» (ОАО «УКХ «БКМ»)) – przedsiębiorstwo mechaniczne z Mińska. Obecnie produkuje trolejbusy i tramwaje. Wyprodukowało 12 modeli.
W czerwcu 2022 roku UE i Szwajcaria nałożyły sankcje na Biełkommunmasz.

## Pojazdy

### Еlektryczny autobus
- Е-420
- Е-433
- Е-321

### Trolejbusy
- AKSM-100
- AKSM-101
- AKSM-201
- AKSM-213
- AKSM-221
- AKSM-321
- AKSM-333
- AKSM-420
- AKSM-433

### Tramwaje
- AKSM-1M
- AKSM-60102
- AKSM-62103
- AKSM-743
- AKSM-843